# Carcheto-Brustico
Carcheto-Brustico település Franciaországban, Haute-Corse megyében. Lakosainak száma 57 fő (2022. január 1.). Carcheto-Brustico Bustanico, Carpineto, Carticasi, Piedipartino, Piobetta, Rapaggio és Stazzona községekkel határos.

## Népesség
A település népességének változása:
| Lakosok száma | 37   | 39   | 19   | 23   | 29   | 33   | 31   | 30   | 39   | 57   |
|               | 1968 | 1982 | 1990 | 2006 | 2011 | 2016 | 2017 | 2019 | 2020 | 2022 |